# Rüdlingen
Rüdlingen – miejscowość i gmina w północnej Szwajcarii, w kantonie Szafuza, którego jest eksklawą. Leży nad Renem.

## Demografia
W Rüdlingen mieszkają 803 osoby. W 2021 roku 11,6% populacji gminy stanowiły osoby urodzone poza Szwajcarią. 

## Geografia
Gmina Rüdlingen wraz z sąsiednią gminą Buchberg graniczą z kantonem Zurych oraz z Niemcami. Dwie gminy tworzą południową część kantonu i stanowią jego eksklawę. Na północy przebiega granica między Niemcami i Szwajcarią.

## Historia
Przypuszczalnie w V wieku Rüdlingen było osadą alamańską. Pierwsza udokumentowana wzmianka o Rüdlingen miała miejsce w roku 827. W 1123 Leuthold z Weißenburga podarował wsie Rüdlingen i Buchberg klasztorowi Rheinau, który przez następne 400 lat pobierał dziesięcinę z Rüdlingen. W 1520 miasto Szafuza nabyło władzę nad Rüdlingen i Buchbergiem. Aż do początku XIX wieku obie miejscowości stanowiły gminę, z której po podziale w 1839 r. powstały dwie gminy Rüdlingen i Buchberg. W XX wieku Rüdlingen przekształciło się z miejscowości rolniczej we wspólnotę mieszkaniową z uprawą winorośli.

## Herb
Blazonowanie
Tarcza w słup, w polu niebieskim skrzyżowane złote wiosła, w polu złotym połowa dzielonego pionowo, zwróconego w lewo stylizowanego koła młyńskiego.
Na najstarszym herbie Rüdlingen z XVI wieku znajdowały się lemiesz i nóż sadowniczy. Jakiś czas później znalazły się w herbie złote wiosła na niebieskim tle. Na pieczęci Rüdlingen z 1799 znajduje się całe, stylizowane koło młyńskie. Ten symbol odwołuje się do młyna, który  został zbudowany w Rüdlingen w 1599. W 1949 postanowiono  połączyć w herbie koło młyńskie i wiosła.

## Galeria

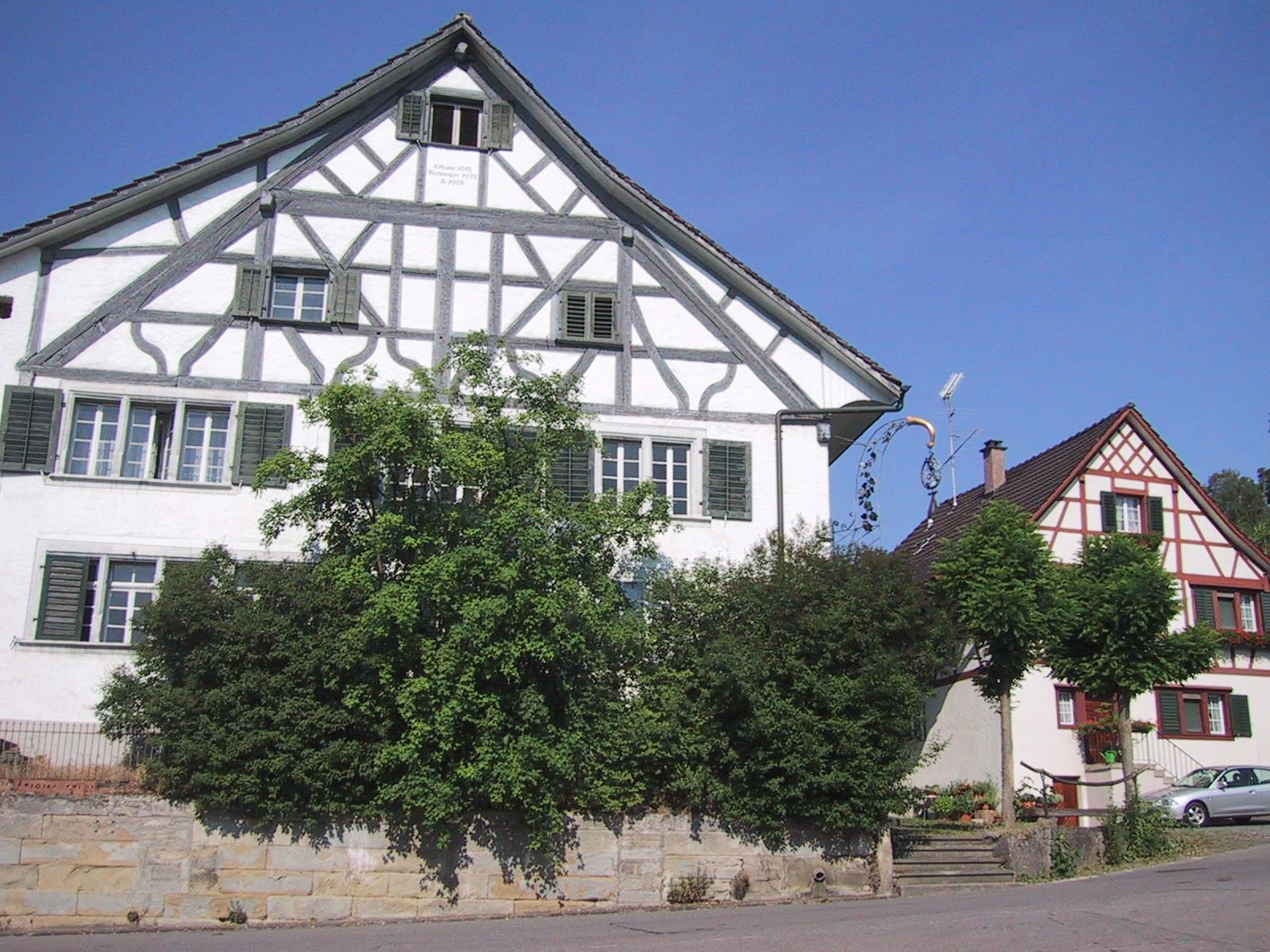
Gospodarstwo Zum Rebstock w Rüdlingen
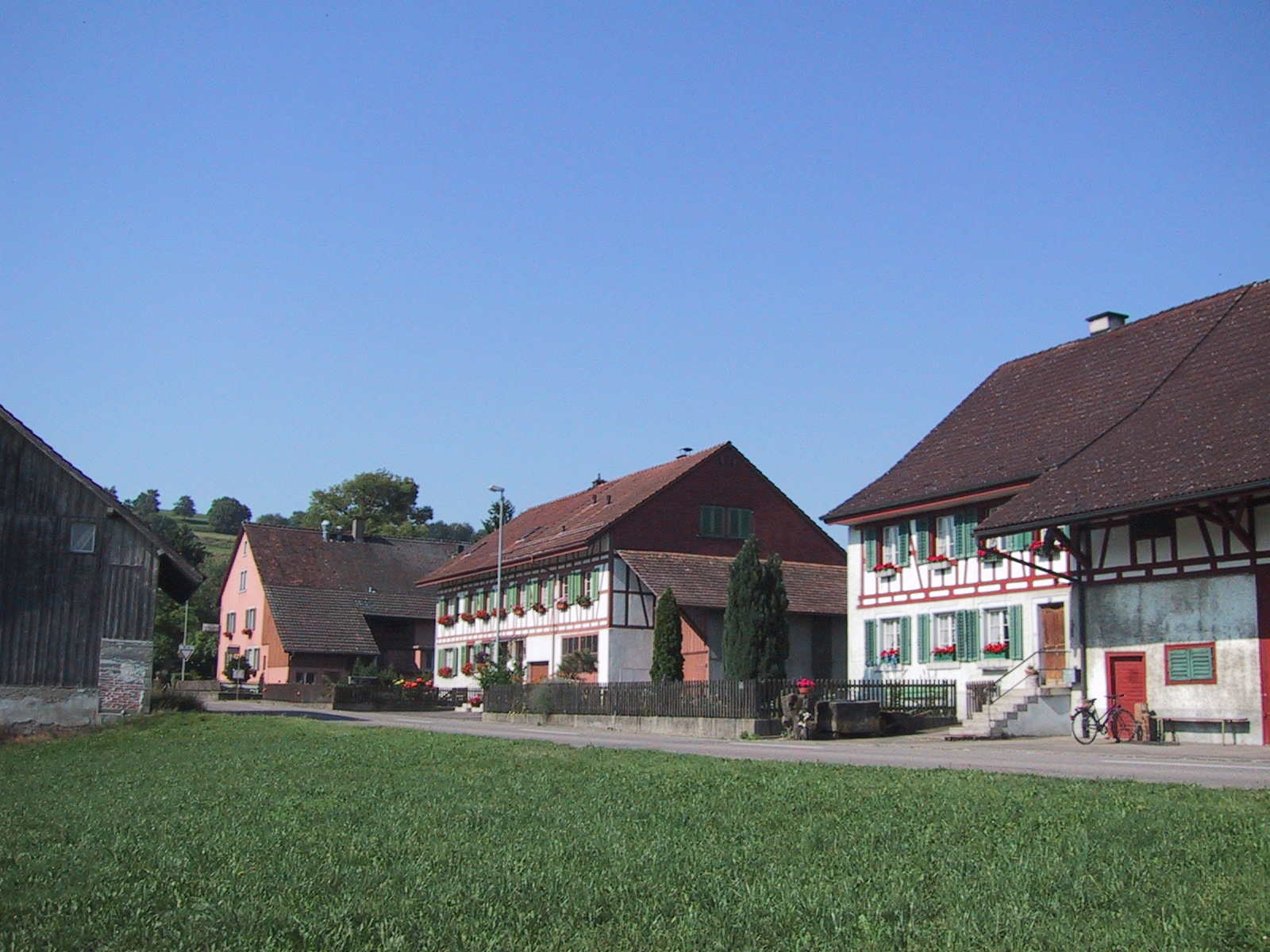
Dzielnica Steinenkreuz
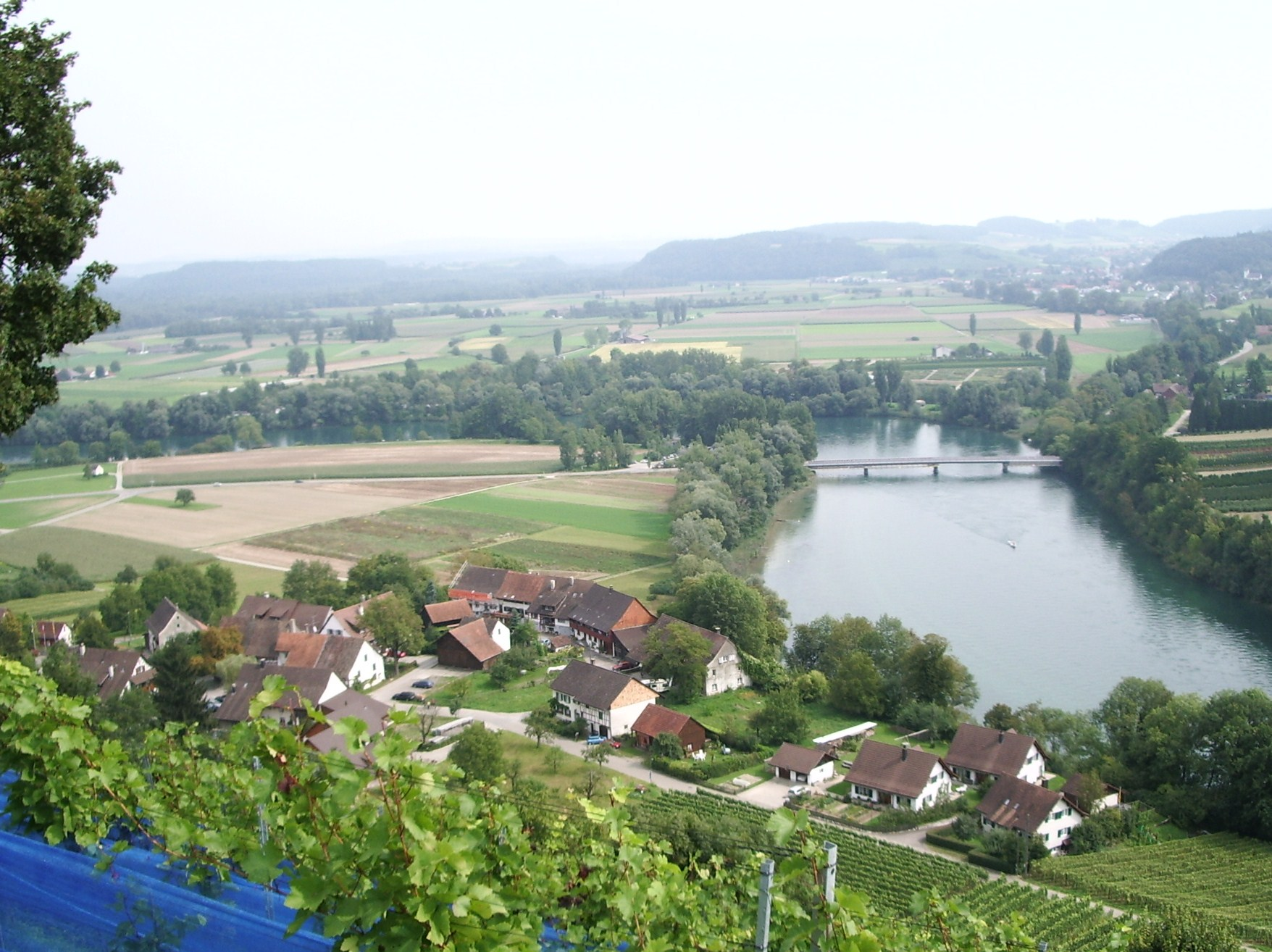
Most na Renie, łączący Rüdlingen z sąsiednią wsią Flaach.